# Maleo
Maleo (Malé in dialetto lodigiano) è un comune italiano di 3 037 abitanti della provincia di Lodi in Lombardia.

## Geografia fisica
Maleo sorge in cima alla scarpata morfologica che domina il bacino dell'Adda, fiume che bagna il territorio comunale malerino ad est del capoluogo, è posto in posizione in passato strategica, al confine fra le province di Lodi e Cremona, al centro di un triangolo immaginario formato dalle città di Lodi, Piacenza e Cremona. Parte del territorio malerino si trova all'interno del parco Adda Sud, area protetta che tocca i comuni del lodigiano rivieraschi del fiume Adda.

## Origini del nome
Il nome Maleo potrebbe derivare dal martello, malleus in latino, utilizzato agli albori del cristianesimo per chiamare a raccolta i fedeli, che veniva suonato proprio a Maleo. Altre fonti, al contrario, farebbero derivare il nome del paese dal condottiero romano Tito Maleolo, a cui, nel 222 a.C. erano stati assegnati territori nella zona dopo la conquista romana ai danni dei galli, nelle quali fondò un paese chiamato Maletum.

## Storia
Il primo nucleo di centro abitato, ad ovest del capoluogo, in una zona dove, poi, sarebbero sorti le cascine di san Marcellino e Chiesolo, risale all'epoca romana, testimoniato dai ritrovamenti di tumulazioni, mura e monete.
Le prime testimonianze scritte su Maleo risalgono al X secolo: in un atto del febbraio del 979, il vescovo di Lodi Andrea scambia alcune terre a Maleo con Arnone, figlio di Arioaldo di Causario. Un altro documento, risalente al 5 settembre del 991, un certo Gualtero, giudice e messo dell'imperatore Ottone III conferma una donazione e parla di Ermengarda, signora del castello di Maleo e moglie di Rotglero, figlio di Romualdo, conte di Bariano e fedele all'imperatore Ottone III. Il 1º maggio 997 vengono confermati dall'imperatore Ottone III tutti i possedimenti di Rotglero, tra cui quelli siti in Maleo. Tre anni più tardi, proprio a causa dei possedimenti malerini, oltreché di altri possedimenti situati a San Fiorano, Rotglero ha una lite con il vescovo di Lodi Andrea, sedata da Benzone, conte di Lodi, in un placito tenutosi a Turano.
Nel 1157 il castello di Maleo viene distrutto dalle truppe cremonesi, che procedono, poi, alla sua ricostruzione in supporto del forte di Pizzighettone. Il 2 aprile 1164 Federico Barbarossa dona il castello di Maleo al vescovo di Cremona, suo alleato nella lotta con Milano. Tra il '200 ed il '300 il castello è più volte conteso tra cremonesi e milanesi. Nel 1261 viene conquistato da Napoleone della Torre. Nel 1294, tornato in possesso dei milanesi, viene assediato da truppe cremonesi, tuttavia l'assalto fallisce a causa dall'intervento di truppe piacentine alleate dei Visconti.
Nel 1419 il paese è espugnato da Francesco Bussone, conte di Carmagnola in appoggio al tentativo di Filippo Maria Visconti di conquistare Cremona. Nel 1461 parte del territorio viene ceduto da Francesco Sforza a Giovanni Barberi di Lugo. Il 3 maggio 1475 il conte di Maccastorna Onofrio Bevilacqua viene insignito del feudo e del castello di Maleo dal duca Galeazzo Maria Sforza. Nel 1485 la contea di Maleo diventa marchesato per iniziativa di Ludovico il Moro. Nel 1531 Teodoro Trivulzio, già marchese di Pizzighettone, sposa la figlia di Galeotto Bevilacqua, Bona (?-1530), e viene investito da Luigi XII di Francia dei feudi di Gera, Maleo, Cavacurta e Lardara. Nel 1678, con la morte dell'ultimo erede Antonio Teodoro Trivulzio, nascono aspre lotte per la sua successione, terminate definitivamente nel 1685 con la donazione del marchesato a Manfredo Trecchi, la cui famiglia disponeva già di alcuni beni nel paese.

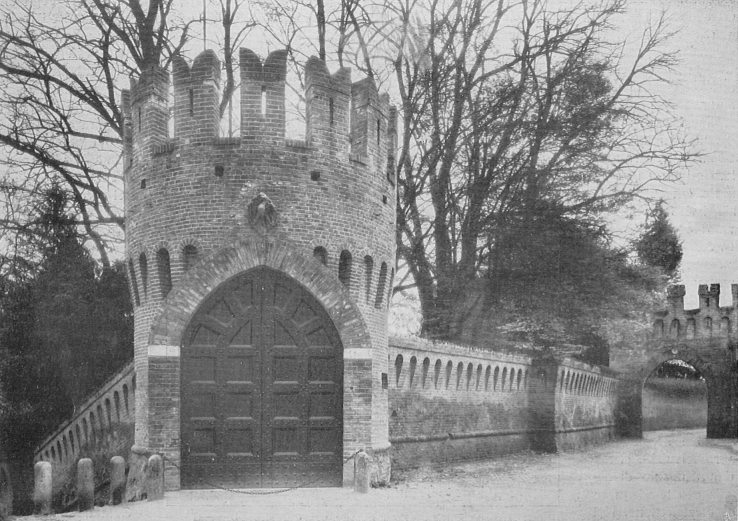
L'entrata del castello Trecchi

Maleo rimane ai Trecchi fino al 1796 quando gli austriaci abbandonano la Lombardia in seguito alla sconfitta nella battaglia di Lodi e la zona viene conquistata dai francesi. Maleo diviene, quindi, parte del dipartimento dell'Adda e, dopo lo smembramento di questo, del dipartimento dell'Alto Po. I Trecchi rientrano in possesso del castello nel 1813 con il ritorno degli austriaci.
Dopo il Congresso di Vienna del 1815 Maleo è assegnata al distretto di Codogno della provincia di Lodi e Crema.
Con l'Unità d'Italia diviene capoluogo di Mandamento del circondario di Lodi della provincia di Milano.
Dal 1992 appartiene alla provincia di Lodi.
Nel 2015 viene approvato dal consiglio comunale il progetto di fusione per accorpamento del comune di Corno Vecchio in quello di Maleo, tuttavia in un referendum, avvenuto il 15 novembre 2015, i cittadini di Corno Vecchio votano contro la fusione, bloccando il progetto.

### Simboli
Lo stemma del comune di Maleo, riconosciuto con decreto del 19 gennaio 1953, è uno scudo troncato: la parte superiore, colorata di rosso, vede un braccio con in mano un martello spuntare dal lato sinistro, mentre la parte sottostante, colorata di azzurro presenta una croce greca color oro. Al di sopra delle due parti si trova una croce borghigiana, mentre esteriormente lo stemma è decorato i con rami di alloro e quercia previsti per gli emblemi dei comuni. Storicamente, le componenti dello stemma sono rimaste immutate, con l'unica variazione del loro inserimento all'interno di uno scudo sannitico oppure di un ovale.
Le origini del simbolo non sono chiare, tuttavia, secondo la tradizione locale esso discenderebbe dalla presenza di una comunità cristiana durante i primi tempi della diffusione del Cristianesimo; il martello sarebbe stato il mezzo utilizzato per richiamare i fedeli alla comune preghiera percuotendo uno strumento o lastra metallica. Il martello all'interno dello stemma potrebbe anche richiamare l'ipotesi che il nome del comune derivi dal latino malleus, significante, per l'appunto, martello. Il significato della croce, invece, sarebbe la presenza in loco del primitivo nucleo di fedeli.
Il gonfalone è un drappo di azzurro.

## Monumenti e luoghi d'interesse

### Architetture religiose
- Chiesa di Santa Maria Annunciata, detta chiesa Scuola: edificio risalente agli ultimi anni del XV secolo, periodo in cui era dedicato a Santa Maria della Pietà. Originariamente sede della confraternita della Buona Morte, venne rimaneggiata durante il XVII secolo. La chiesa, ristrutturata nel 2014, contiene al suo interno un crocifisso in legno risalente al XVIII secolo situato all'interno di una cappella in stile barocco e un organo, anch'esso settecentesco[13].
- Collegiata dei santi Gervasio e Protasio, affacciantesi sulla piazza principale, risalente, in origine, all'XI secolo, fin dal cinquecento vanta il titolo di collegiata. Il campanile, che si eleva per 46 m, si colloca tra i più alti del lodigiano[14].
- Chiesa di San Pietro Martire, detta, in dialetto locale, Dei morti da bass, collocata nella campagna che si apre appena al di sotto della scarpata morfologica dominata dal Castello Trecchi, al centro di un viale alberato: la posizione defilata rispetto al centro del paese deriva dalla decisione, presa durante la peste del 1630, di seppellire i morti al di fuori del dentro abitato: in questa posizione sorse, quindi, un cimitero. Nel 1713 la zona del cimitero venne comprata dai fratelli Schinchini, i quali costruirono la chiesetta, poi passata alla famiglia Trecchi nel 1775. La chiesa è tornata di proprietà comunale negli anni ottanta[15].
- Riproduzione della grotta di Lourdes, eretta nel 1904 per volontà del Venerabile Pietro Trabattoni in occasione del cinquantennale delle apparizioni di Lourdes. Papa Pio X concesse la facoltà di celebrarvi una messa alla settimana, mentre il Vescovo di Lodi riconobbe la sacralità della Grotta con la sua piccola pertinenza. Il papa concesse in perpetuo anche l'indulgenza di 7 anni e 7 quarantene, "recitando tre Ave Maria ed una Salve Regina […]”. Dinnanzi alla Grotta, Maleo raccolse il testamento spirituale del Venerabile Trabattoni[16].

### Architetture civili

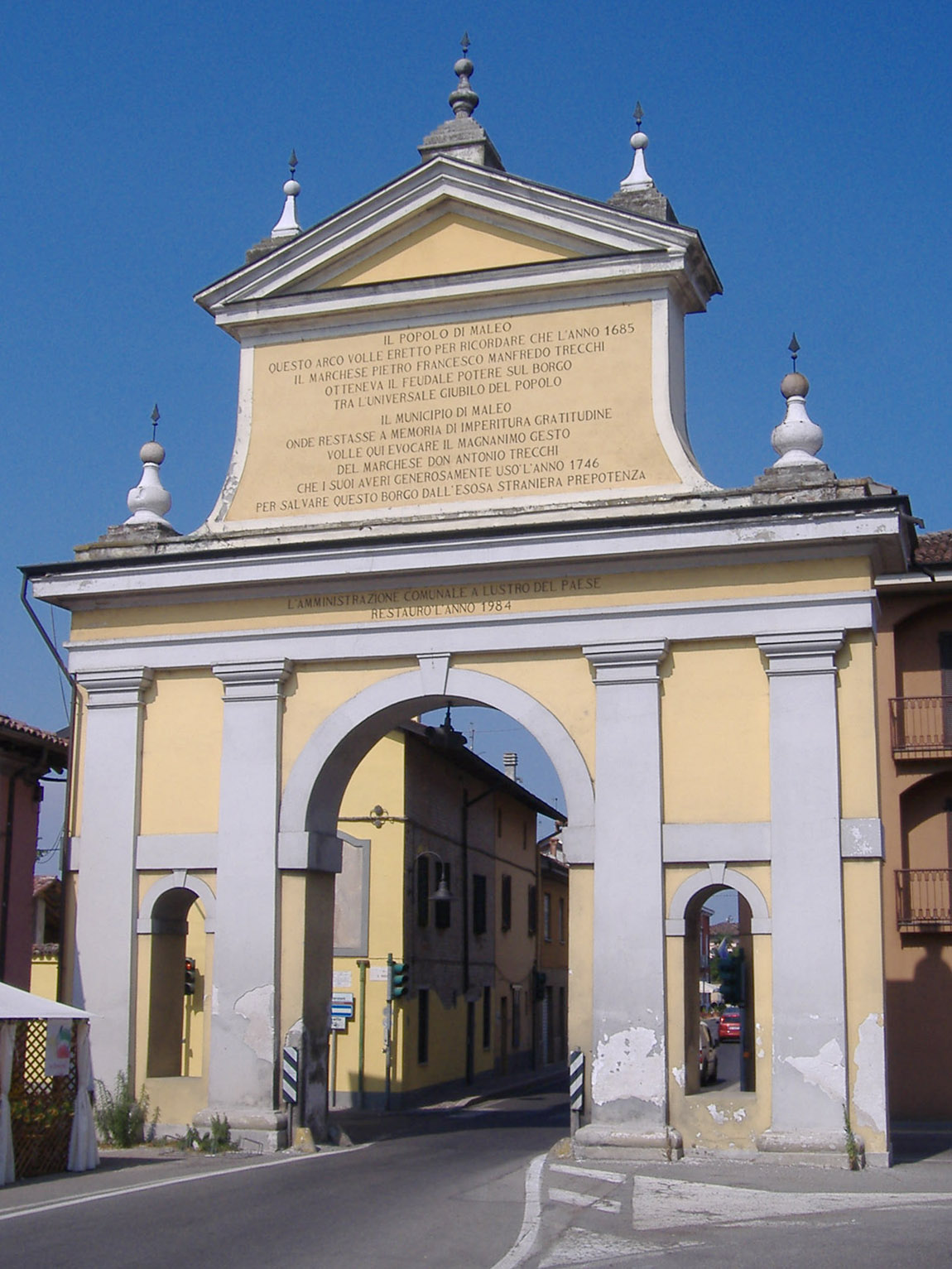
L'Arco Trecchi

- Villa Trecchi, residenza estiva del ramo cadetto della famiglia Trecchi, eretta tra la fine del XVII e l'inizio del XVIII secolo accanto al castello per opera del barone Giuseppe Trecchi e della moglie Fulvia Pallavicino. All'inizio dell'ottocento, nella villa sorse una filanda. A metà dell'ottocento la villa passò alla famiglia Ferri di Corno Giovine, dando inizio ad una fase di decadenza. Diventata di proprietà della manifattura di Turro, la villa venne utilizzata come deposito per la filanda con ingenti danni per le decorazioni. Ristrutturata, ospita le scuole medie ed è circondata da uno parco pubblico. Ogni anno, ad inizio estate, ospita la rassegna enogastronomica "ArteVino"[17].
- Arco Trecchi: eretto nel 1685 in onore di Antonio Trecchi, da cui prende il nome, chiamato in dialetto locale: purtòn ("portone"), è stato restaurato nel 2016. Sull'arco quale è riportata la dicitura: "Il popolo di Maleo questo arco volle eretto per ricordare che l'anno 1685 il Marchese Pietro Francesco Manfredo Trecchi otteneva il feudale potere sul borgo fra l'universale giubilo del popolo. Il Municipio di Maleo onde restasse a memoria di imperitura gratitudine volle qui evocare il magnanimo gesto del Marchese don Antonio Trecchi che i suoi averi generosamente usò l'anno 1746 per salvare questo borgo dall'esosa straniera prepotenza"[18].

### Architetture militari
- Castello Trecchi, fortificazione eretta nel corso del XVI secolo sulle rovine di una precedente rocca medievale dal nobile cremonese Teodoro Trivulzio che ospita una ricca collezione di quadri, affreschi coevi del Campi e un importante archivio. Il castello, ristrutturato negli anni 2010[19] è costituito da un nucleo centrale a pianta rettangolare, un'abitazione di servizio e un grande giardino che scende lungo la scarpata morfologica e si affaccia sul Parco Adda Sud.

## Società

### Evoluzione demografica
Abitanti censiti

### Etnie e minoranze straniere
Al 31 dicembre 2019 gli stranieri residenti nel comune di Maleo in totale sono 270, pari all'8.8% della popolazione residente.
Di seguito sono indicate le nazionalità più rappresentate con il valore assoluto degli abitanti e l'incidenza percentuale sul totale:
- India: 76 abitanti (2,5%)
- Romania: 70 abitanti (2,3%)
- Egitto: 41 abitanti (1,3%)
- Marocco: 28 abitanti (0,9%)

## Cultura

### Scuole
Maleo è sede dell'istituto Completo Comprensivo Statale "Aldo Moro", che comprende anche i plessi di Castelnuovo Bocca d'Adda, Caselle Landi, Corno Giovine e Santo Stefano Lodigiano.
A Maleo sono presenti una scuola per l'infanzia statale ed una paritaria, nonché una scuola elementare ed una scuola media, eccetto la scuola paritaria, gli altri istituti fanno tutti parte dell'istituto comprensivo.

### Eventi
- ArteVino, organizzata dal 2004, è una rassegna organizzata dall'omonima Associazione che unisce opere d'arte e prodotti enogastronomici. Sede della manifestazione è la settecentesca Villa Trecchi. Le sei serate, propongono al pubblico degustazioni di vini e birre artigianali nelle cantine della Villa, pizze a Km 0 realizzate esclusivamente con materie prime del territorio, degustazione di piatti tipici nella corte ed un piccolo ristorante gourmet nel cortile dell’attiguo Castello Trecchi, una mostra d’arte, allestita nei saloni al piano terra della Villa, una mostra fotografica, allestita all'esterno, lungo via dei Trecchi, performance artistiche e performance musicali live, incontri di enogastronomia, show cooking, corsi sensoriali, tavole rotonde e workshop[24].
- Sagra patronale di San Sulpizio: festa dedicata al copatrono del comune di Maleo svolta la quarta domenica di ottobre. Il periodo della festa è dovuto al fatto che il 23 ottobre 1661 avvenne la traslazione a Maleo di una reliquia del Santo[25]. L'evento si è tenuto per più di 350 edizioni a partire dal XVII secolo, include eventi religiosi, l'assegnazione del premio Il Malerino e delle benemerenze civiche, nonché eventi di carattere enogastronomico e ludico[26].
- Mostra ornitologica: evento di livello nazionale organizzato dall'Associazione Ornitologica del Basso Lodigiano a partire dal 1982 e tenuto in concomitanza con la festa patronale[27].

## Geografia antropica

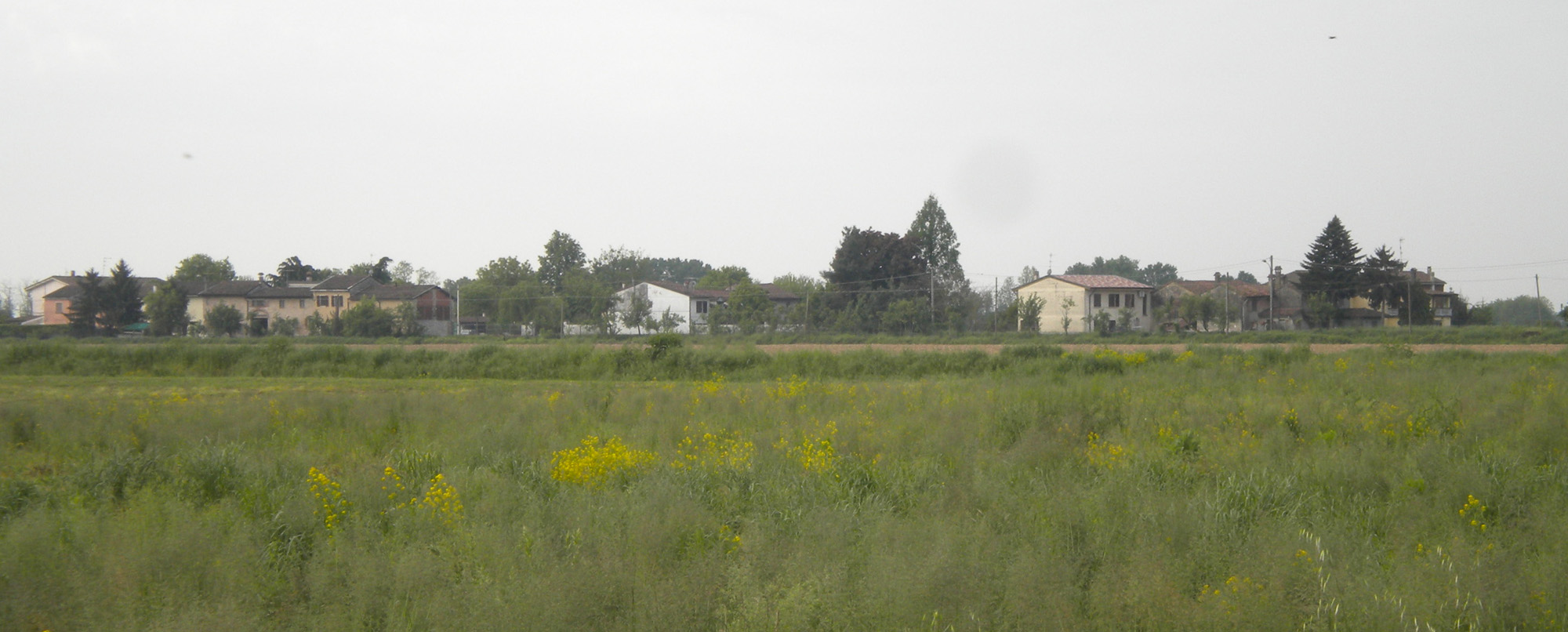
La frazione Casenuove

Il territorio comunale comprende il capoluogo e la frazione Casenuove.

## Economia
L'economia malerina, così come quella della zona in cui si trova, è stata tradizionalmente caratterizzata da una forte vocazione agricola.
La posizione decentrata rispetto al capoluogo provinciale e la maggiore vicinanza a città come Piacenza e Cremona rendono Maleo maggiormente influenzato da queste due città piuttosto che dal capoluogo provinciale, Lodi, e dal capoluogo regionale, Milano. Il comune, infatti, è stato solo parzialmente coinvolto dallo sviluppo derivato dalla vicinanza con Milano che ha interessato la parte settentrionale della provincia di Lodi tra la fine del XX e l'inizio del XXI secolo.
Il centro di Maleo risente dell'influenza dei centri limitrofi di maggiori dimensioni come Codogno, Casalpusterlengo e Pizzighettone per l'accesso ad alcuni servizi non presenti sul territorio comunale. Contemporaneamente, su Maleo gravitano, per l'accesso ad alcuni servizi essenziali, i residenti dei comuni limitrofi più piccoli come Castelgerundo, Corno Giovine, Cornovecchio, San Fiorano, Meleti e Maccastorna. Questo rende, quindi Maleo, un centro con un rango intermedio tra i centri di medie dimensioni e i centri minori.

## Infrastrutture e trasporti

### Strade
Il territorio comunale è attraversato dalla ex strada statale 234 Codognese, che congiunge Pavia a Cremona. Tale strada evita l'attraversamento del centro abitato mediante una tangenziale, che in direzione di Cremona si collega alla tangenziale di Pizzighettone e, in senso opposto, collega il comune a Codogno allacciandosi alla tangenziale di Codogno.

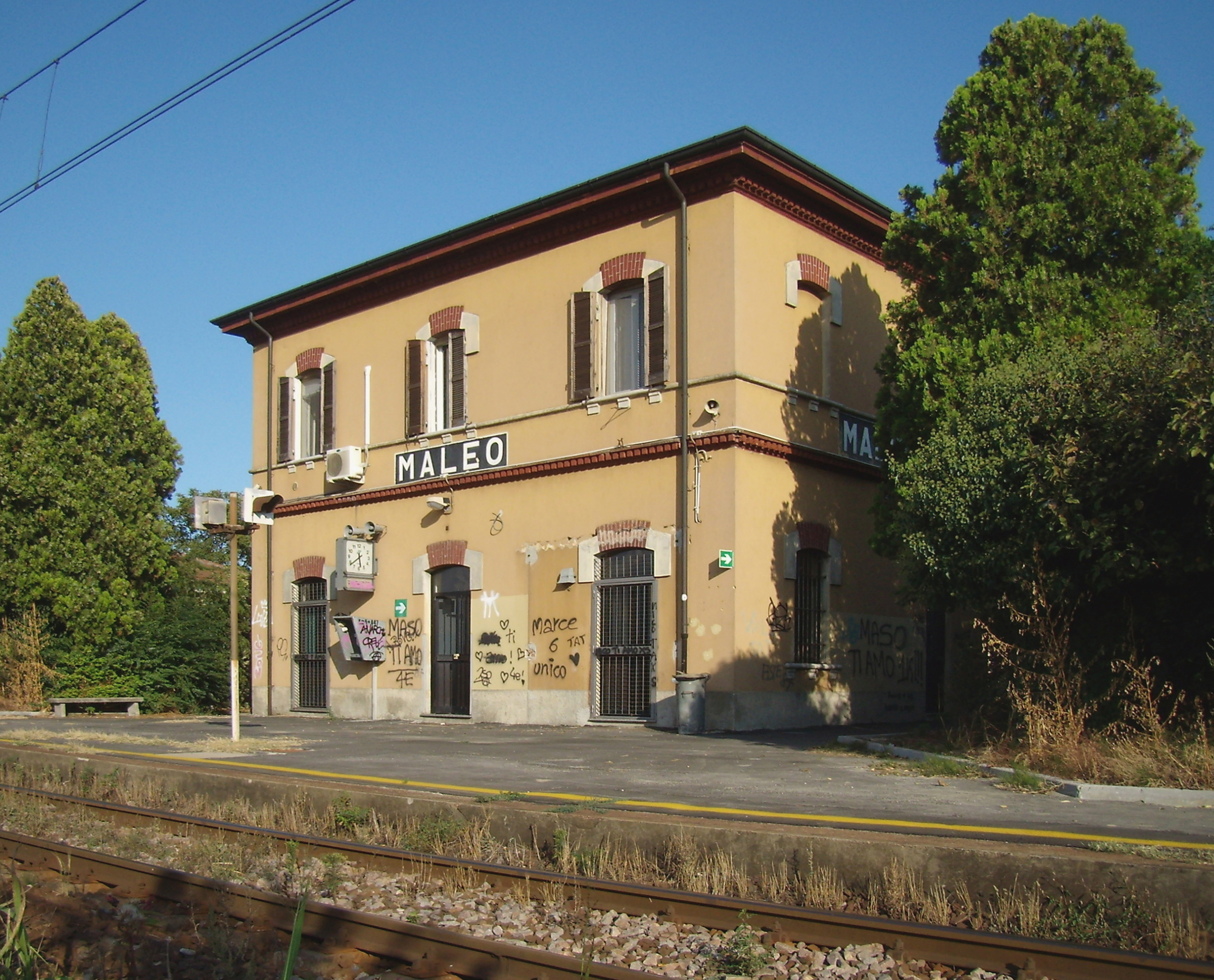
La stazione ferroviaria

Il paese è attraversato anche dalla strada provinciale 27 che unisce Castiglione d'Adda a Castelnuovo Bocca d'Adda e dalla strada provinciale 193 che unisce Maleo a Corno Giovine.

### Ferrovie
Nel territorio comunale è presente una stazione ferroviaria posta sulla linea Pavia–Cremona. Vi fermano i treni regionali che collegano Codogno a Cremona. Sulla stessa linea è posta anche la stazione di Pizzighettone che, pur trovandosi nelle vicinanze del confinante comune cremonese da cui prende il nome, si trova all'interno del territorio comunale malerino.

## Amministrazione
Segue un elenco delle amministrazioni locali.
| Periodo        | Periodo        | Primo cittadino   | Partito                      | Carica               | Note                                                              |
| -------------- | -------------- | ----------------- | ---------------------------- | -------------------- | ----------------------------------------------------------------- |
| 1945           | 1946           | Alessandro Anelli |                              | Sindaco              |                                                                   |
| 1946           | 1960           | Giuseppe Gorla    |                              | Sindaco              |                                                                   |
| 1960           | 1980           | Luigi Milani      | Democrazia Cristiana         | Sindaco              |                                                                   |
| 1980           | 1985           | Gianfranco Manini | Democrazia Cristiana         | Sindaco              |                                                                   |
| 12 maggio 1985 | 26 giugno 1987 | Mario Bernasconi  | Partito Socialista Italiano  | Assessore anziano    | [ 35 ]                                                            |
| 26 giugno 1987 | 6 maggio 1990  | Mario Grazioli    | Indipendente                 | Sindaco              | [ 35 ]                                                            |
| 6 maggio 1990  | 23 aprile 1995 | Mario Grazioli    | Lista civica                 | Sindaco              | [ 35 ]                                                            |
| 23 aprile 1995 | 13 giugno 1999 | Mario Grazioli    | Lista civica                 | Sindaco              | [ 35 ]                                                            |
| 13 giugno 1999 | 13 giugno 2004 | Mario Grazioli    | Lista civica                 | Sindaco              | [ 35 ]                                                            |
| 13 giugno 2004 | 7 giugno 2009  | Pietro Foroni     | Lista civica                 | Sindaco              | [ 35 ]                                                            |
| 7 giugno 2009  | 2 maggio 2013  | Pietro Foroni     | Lista civica                 | Sindaco              | Decaduto per incompatibilità con elezione a consigliere regionale |
| 2 maggio 2013  | 25 maggio 2014 | Giuseppe Maggi    | Lista civica Uniti           | Vicesindaco reggente | [ 35 ]                                                            |
| 25 maggio 2014 | 26 maggio 2019 | Giuseppe Maggi    | Lista civica Uniti per Maleo | Sindaco              | [ 35 ]                                                            |
| 26 maggio 2019 | 9 giugno 2024  | Dante Sguazzi     | Lista civica Uniti per Maleo | Sindaco              | [ 35 ]                                                            |
| 9 giugno 2024  | in carica      | Dante Sguazzi     | Lista civica Uniti per Maleo | Sindaco              | [ 35 ]                                                            |